# 瑪蓮娜·埃恩曼

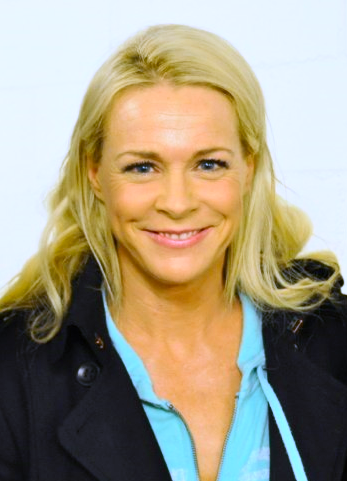
瑪蓮娜·埃恩曼

瑪蓮娜·埃恩曼（瑞典語：Malena Ernman，1970年11月4日—），全名薩拉·瑪格達萊娜·埃恩曼（Sara Magdalena Ernman），是瑞典次女高音，曾代表瑞典參加2009年歐洲歌唱大賽。

## 經歷
出生於烏普薩拉，長於桑德維肯。畢業於瑞典王家音樂學院後，於1998年嶄露頭角。除了參演歌劇以外，還經常作為音樂會歌手在世界各地巡迴演出，並參演電視節目。2009年3月她在瑞典旋律節獲勝，因此代表瑞典參加同年在俄羅斯莫斯科舉行的歐洲歌唱大賽，演唱歌曲『La Voix』。該歌曲成功進入決賽，在決賽中獲得33分，排第21名。

## 家庭
丈夫是演員斯凡特·通貝里（Svante Thunberg）。女兒是環保運動家格雷塔·通貝里。